# BINGO!
《BINGO!》是日本組合AKB48的第4張單曲，由DefSTAR Records於2007年7月18日公開發售。中心成員由高橋南、前田敦子擔當。

## 概要
《BINGO!》的音樂錄影帶拍攝於御宿町和幕張展覽館，AKB48全部的46位成員都有參與拍攝。
自本作起，3期生成員參與單曲的錄製。
選拔成員人數比前作增加2名，從16人變為18人。组合最年少的奥真奈美及Team B的3期生柏木由紀、渡邊麻友初次進入選拔。平嶋夏海自《櫻花花瓣》相隔五作重返選拔。前作選拔成員中，小林香菜、佐藤夏希均未進入選拔名單。
每張初版CD包含了兩張DVD，分別是音樂錄影帶和製作特輯（Making of BINGO!） 。
另外，日本索尼音樂則提供18名選拔成員的特寫高解析度桌布，讓人可以在單曲發佈後36小時內於它們的網站上下載。
由於，《想見你》初回生產限定盤仍然尚未發售，而《制服真礙事》亦有少量的初回生產限定盤，導致《BINGO!》與這些初回生產限定盤同時發行。單曲五次登上Oricon的每週200大排行榜，最高排名為第6位，這是AKB48當時最高的紀錄。單曲最終售出25,611張。

## 媒體使用
BINGO!
- 東京電視台系《Fight Tension☆Depart（日语：ファイテンション☆デパート）》開頭曲
- 日本電視台系《AKB1時59分!》→《AKB0時59分!》→《AKBINGO!》内節目『AKB48新聞』開頭曲

## 歌曲列表
| 曲序     | 曲目                     | 词曲             | 編曲     | 时长  |
| -------- | ------------------------ | ---------------- | -------- | ----- |
| 1.       | 《BINGO!》               | 秋元康和成瀨英樹 | 大内哲也 | 4:09  |
| 2.       | 《Only today》           | 秋元康和大内哲也 | 大内哲也 | 4:17  |
| 3.       | 《BINGO!》（純音樂）     | 秋元康和成瀨英樹 | 大内哲也 | 4:09  |
| 4.       | 《Only today》（純音樂） | 秋元康和大内哲也 | 大内哲也 | 4:17  |
| 总时长： | 总时长：                 | 总时长：         | 总时长： | 17:00 |

## 選拔成員

### BINGO!
（中央位置：高橋南、前田敦子）
- Team A：板野友美、小嶋陽菜、前田敦子、峯岸南、中西里菜、大島麻衣、篠田麻里子、高橋南
- Team K：秋元才加、河西智美、增田有華、宮澤佐江、奧真奈美、小野惠令奈、大島優子
- Team B ：平嶋夏海、柏木由紀、渡邊麻友

### Only today
- Team A：板野友美、大江朝美、大島麻衣、川崎希、小嶋陽菜、駒谷仁美、佐藤由加理、篠田麻里子、高橋みなみ、戸島花、中西里菜、成田梨紗、星野みちる、前田敦子、増山加弥乃、峯岸みなみ